# Meistera graminifolia
Meistera graminifolia là một loài thực vật có hoa trong họ Gừng. Loài này được George Henry Kendrick Thwaites mô tả khoa học đầu tiên năm 1864 dưới danh pháp Amomum graminifolium. Năm 2018, Jana Leong-Škorničková và Mark Newman chuyển nó sang chi Meistera mới được phục hồi.

## Phân bố
Loài này có ở Sri Lanka (Ratnapura).